# Métropole d'Istanbul
Ne doit pas être confondu avec la ville d'Istanbul et la province d'Istanbul.
La municipalité de métropole d'Istanbul (en turc : İstanbul Büyükşehir Belediyesi, abrégé İBB) est une des 30 municipalités de métropole de Turquie. Créée en 1984, elle est une entité administrative spéciale regroupant dans un premier temps les districts correspondant à l'aire urbaine d'Istanbul, puis l'intégralité de la province d'Istanbul depuis le 22 juillet 2004.